# Хідішелу-де-Сус (комуна)
Хідішелу-де-Сус (рум. Hidișelu de Sus) — комуна у повіті Біхор в Румунії. До складу комуни входять такі села (дані про населення за 2002 рік):
- М'єрлеу (854 особи)
- Синтелек (353 особи)
- Хідішелу-де-Жос (618 осіб)
- Хідішелу-де-Сус (1082 особи) — адміністративний центр комуни
- Шумуджу (421 особа)

Комуна розташована на відстані 419 км на північний захід від Бухареста, 18 км на південний схід від Ораді, 119 км на захід від Клуж-Напоки, 144 км на північний схід від Тімішоари.

## Населення
За даними перепису населення 2002 року у комуні проживали 3328 осіб.
Національний склад населення комуни:
| Національність | Кількість осіб | Відсоток |
| -------------- | -------------- | -------- |
| румуни         | 3186           | 95,7%    |
| цигани         | 112            | 3,4%     |
| угорці         | 26             | 0,8%     |
| словаки        | 2              | 0,1%     |
| українці       | 1              | < 0,1%   |
| італійці       | 1              | < 0,1%   |

Рідною мовою назвали:
| Мова       | Кількість осіб | Відсоток |
| ---------- | -------------- | -------- |
| румунська  | 3196           | 96,0%    |
| циганська  | 104            | 3,1%     |
| угорська   | 24             | 0,7%     |
| словацька  | 2              | 0,1%     |
| українська | 1              | < 0,1%   |
| італійська | 1              | < 0,1%   |

Склад населення комуни за віросповіданням:
| Релігія            | Кількість осіб | Відсоток |
| ------------------ | -------------- | -------- |
| православні        | 2704           | 81,3%    |
| баптисти           | 455            | 13,7%    |
| п'ятдесятники      | 124            | 3,7%     |
| реформати          | 17             | 0,5%     |
| адвентисти         | 12             | 0,4%     |
| римо-католики      | 10             | 0,3%     |
| греко-католики     | 5              | 0,2%     |
| не вказали релігію | 1              | < 0,1%   |